# Asociația Generală a Inginerilor din România
Asociația Generală a Inginerilor din România (acronim: AGIR) este o organizație profesională neguvernamentală a inginerilor din România, de utilitate publică..

## Obiective
- să contribuie la recunoașterea rolului profesiei de inginer ca factor determinant în evoluția tehnica si economica a societății romanești;
- sa participe la programe de cercetare, de educație si alte programe, cu finanțare interna si externa;
- sa sprijine libera inițiativă, organizarea de activități de consultanță, expertiza, perfecționare, formare si reconversie profesionala prin cursuri si altele asemenea, în scopul adaptării inginerilor la cerințele pieței muncii;
- să organizeze si sa participe la activități de educație continuă inginerească;
- să sprijine dezvoltarea cercetării știintifice;
- să organizeze dezbateri profesionale prin conferințe, simpozioane, seminarii;
- sa acorde anual Premii AGIR celor mai valoroase lucrări, cu caracter original, etc[2].

## Istoric

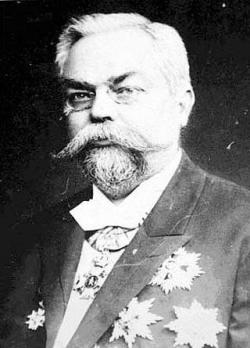
Anghel Saligny academician, inginer constructor, ministru și pedagog român, este considerat unul dintre pionierii tehnicii mondiale în proiectarea și construcția podurilor și silozurilor cu structură metalică, respectiv de beton armat, unul dintre întemeietorii ingineriei românești.

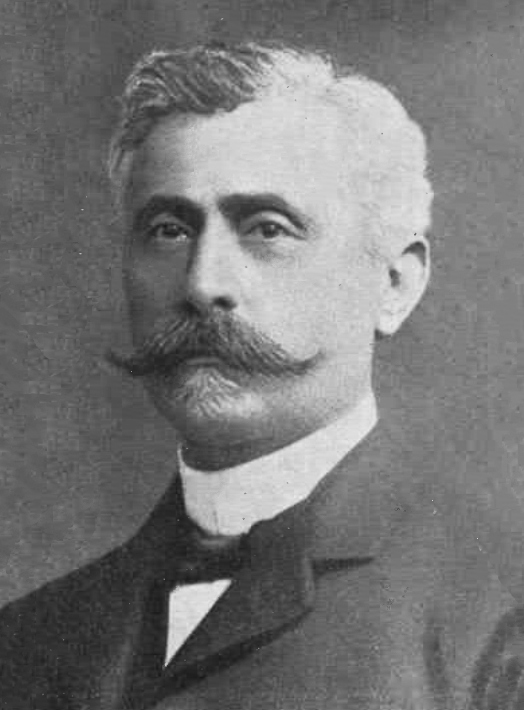
Spiru Haret a fost un matematician, astronom și pedagog român de origine armeană, renumit pentru organizarea învățământului modern românesc din funcția de ministru al educației, pe care a deținut-o de trei ori.

Bustul lui Traian Lalescu în fața Facultății de Mecanică a UPT..A fost un academician și matematician român, profesor universitar la București și la Timișoara. A fost primul rector al Școlii Politehnice din Timișoara.

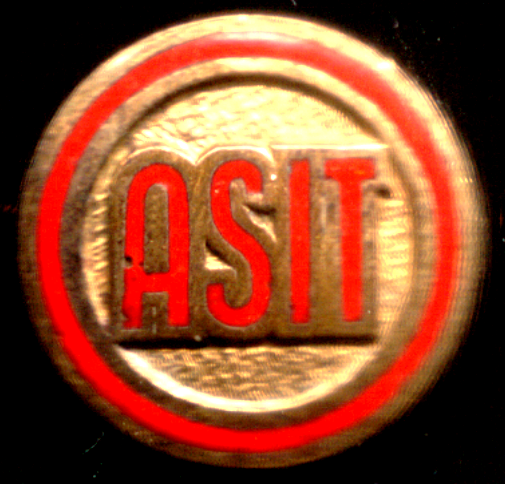
Insignă de membru al Asociației Științifice a Inginerilor și Tehnicienilor (ASIT), (Ø 14 mm)

Legitimație de membru ASIT

În România, prima asociație a inginerilor a fost Societatea Politehnica, înființată în 1881 cu ocazia inaugurării căii ferate Buzău-Mărășești in prezenta Regelui Carol I, fiind prima cale ferată din țară proiectată și executată de ingineri români. 
Primul președinte al Societății Politehnica a fost Ștefan Fălcoianu, președinte de onoare fiind Dimitrie A. Sturdza. Ulterior, printre președinți s-au numărat personalități ca Anghel Saligny și Elie Radu.Asociații profesionale ale inginerilor în România au început să apară încă din secolul al XIX-lea, când în 1876 se înființează Societatea de Ingineri și Arhitecți. 
În 1918 s-a înființat la Iași Asociația Generală a Inginerilor din România fiind anul Marii Uniri. 
Scopul declarat a fost „organizarea și sporirea cunoștințelor și puterii de muncă a inginerilor (...), pentru a aduce cel mai mare folos în opera de refacere a țării (...), solidaritatea și susținerea intereselor profesionale ale acestora”. Primul președinte al AGIR a fost Gheorghe Balș, iar unul din următorii a fost Nicolae Vasilescu-Karpen.
Cele doua asociații Societatea Politehnica și AGIR si-au desfășurat activitatea in paralel pana in 1949, când au fuzionat sub denumirea de Asociația Științifică a Tehnicienilor (AST), președinte fiind academicianul Nicolae Profiri.
Numele asociației a fost schimbat între anii 1951 - 1962 în Asociația Științifică a Inginerilor și Tehnicienilor (ASIT), iar între anii 1962 - 1989 în Consiliul Național al Inginerilor și Tehnicienilor. Prin statut, se declară persoană juridică fără scop lucrativ. În  următori anii cu ASIT au fuzionat Societatea Științelor Agricole, precum și Asociația Subinginerilor și
Conducătorilor de Lucrări. Ca membri erau primiți ingineri și tehnicieni, inventatori și inovatori, precum și alte persoane (matematicieni, de exemplu) care manifestau interes pentru tehnică. Corespunzător împărțirii administrative, funcționau filiale ASIT în toate regiunile și subfiliale, în raioane și orașe. 
Din anul 1962, Asociației Științifice a Inginerilor și Tehnicienilor (ASIT) i-a luat locul Consiliul Național al Inginerilor și Tehnicienilor (CNIT), care urma să lucreze sub îndrumarea Uniunii Generale a Sindicatelor din România (UGSR).
În anul 1972, organizația a fost practic desființată. La nivel național, Consiliul Național al Inginerilor și Tehnicienilor urma să funcționeze sub îndrumarea fostului Consiliului Național pentru Știință și Tehnologie (CNST), secțiile lucrând în colaborare cu institutele de cercetare pe domenii, iar comisiile județene (CJIT) și din întreprinderi (CIT) rămâneau sub îndrumarea sindicatelor. În același timp, s-a redus drastic numărul revistelor editate, majoritatea sectoarelor din economie nemaiavând nicio revistă de specialitate(CNIT).
În 1990 asociația și-a reluat numele de „Asociația Generală a Inginerilor din România”. AGIR are sucursale în aproape toate județele țării, în orașe mari, și societăți de specialitate. La asociație sunt afiliate și societăți profesionale inginerești cu personalitate juridică, ca membri colectivi, iar multe întreprinderi sunt membri susținători. 
Începând cu anul 1995 în fiecare an se sărbătorește „Ziua inginerului român”, recunoscută prin H.G. nr. 525/2000.
În decursul timpului, asociațiile inginerești au fost sprijinite de personalități ca Spiru Haret, Ion I. C. Brătianu, Vintilă I.C. Brătianu, Constantin F. Robescu, Traian Lalescu, Gheorghe Țițeica, Nicolae Zane, George Nestor P.E..
AGIR face parte din Federația Mondiala a Organizațiilor Inginerești(FMOI) si din Federația Europeană a Asociațiilor Naționale de Ingineri(FEANI). 
Asociația a obținut acreditarea de către FEANI pentru aproape toate facultățile tehnice din țara fapt ce a dus ca 176 de ingineri romani să obțină titlul de inginer european „Eur Ing”.
AGIR este membru al Asociatiei Internaționale pentru Educație Continua (IACEE), al altor organizații regionale, si are convenții de colaborare cu organizații similare din țări de pe toate continentele.
De la AGIR s-a născut ideea înființării Academiei de Științe Tehnice din Romania (ASTR), si tot prin AGIR s-a realizat.

## Organizare

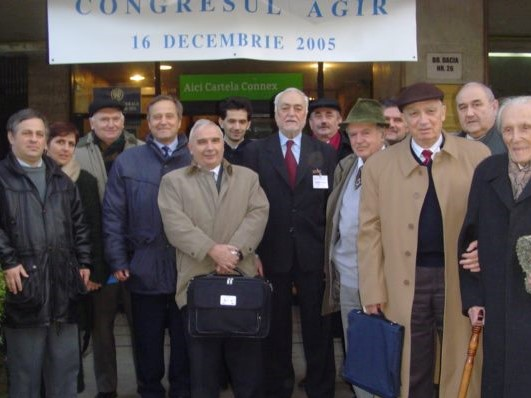
Mihai Mihăiță, președinte al AGIR, Tiberiu Dimitrie Babeu președinte al AGIR, Sucursala Timiș cu delegații participanți la congres în anul 2005 și Mircea Bejan președinte al AGIR, Sucursala Cluj.

AGIR este constituită din filiale teritoriale, societăți profesionale sau cercuri in funcție de probleme de interes comun, profil profesional, loc de muncă, sau după oricare alte criterii, acceptate de comun acord conform statutului. Filialele, societățile si cercurile colaborează si se ajuta reciproc in organizarea si realizarea de activități. Filialele, societățile si cercurile sunt amplasate în București și pe teritoriul României în diverse orașe capitate de județ..
Organul de conducere  ale filialei, sucursalei, societății de specialitate este Adunarea Generală, convocată cel puțin o dată pe an. Între Adunările Generale filialele, sucursalele, societățile de specialitate sânt conduse de un comitet format din președinte, vicepreședinte și secretar. Adunarea generală alege președintele AGIR si pe ceilalți membri ai Consiliului Director pentru o perioada de patru ani.

## Activitate publicistică actuală
Actual AGIR este înscrisă în baza de date a Comisiei Europene ca potențial partener în proiecte vizând domeniile inginerești și educaționale. Dispune de o bibliotecă cu 22000 de titluri, între care Encyclopædia Britannica, Lexiconul Tehnic Român. Dispune de următoarele publicații:
- Ziarul Univers ingineresc, bilunar de informare[14].
- Buletinul A.G.I.R., trimestrial editat de Editura AGIR, conținând lucrări prezentate de la diferite manifestări științifice.
- Anuarul A.G.I.R., cuprinzând materiale despre evenimentele legate de AGIR.

## Distincții oferite

### Premiul Elisa Leonida Zamfirescu

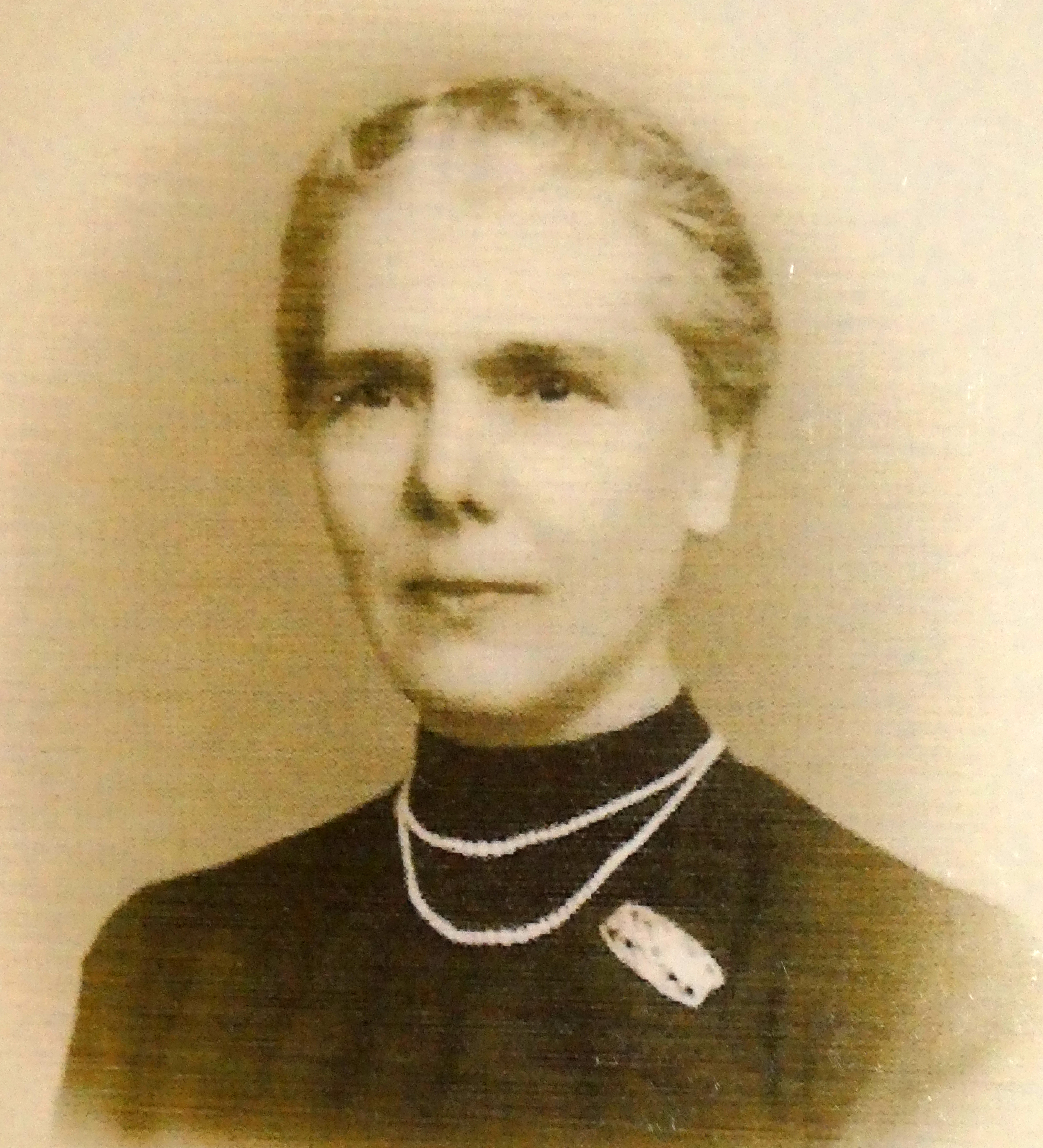
Elisa Leonida Zamfirescu

Cu ocazia comemorării a 50 de ani de la moartea Elisei Leonida Zamfirescu, prima femeie membru al AGIR și una dintre primele femei inginer din lume, AGIR va decerna începând de anual 2023 un premiu în memoria acesteia.

### Premiul AGIR
Recunoașterea activității în domeniul ingineresc se face de către AGIR prin:
- Premiul AGIR se acordă anual pentru lucrări deosebite, proiecte, realizări sau tratate de înalt nivel tehnico-științific.
- Medalia Premiul de excelență care se acordă personalităților care au contribuit substanțial la dezvoltarea asociației.
- Medalia AGIR, care se acordă persoanelor cu activitate deosebită în asociație sau/și în domeniul ingineresc.

Premiul AGIR  instituit în 1995, este decernat anual în 14 septembrie, de Ziua inginerului român, pentru anul precedent.
Secțiunile competiției sunt: 
- Ingineria Construcțiilor de mașini
- Tehnologia Informației
- Inginerie electrica
- Ingineria construcțiilor civile si industriale
- Inginerie chimica
- Inginerie agricola si silvica
- Ingineria mediului
- Ingineria transporturilor
- Inginerie metalurgica
- Ingineria resurselor naturale si energiei
- Ingineria textilelor si pielăriei.

Pot fi înscrise în competiție lucrări inginerești deosebite (concepute, proiectate și neapărat aplicate/puse în funcțiune), și cărți originale, de înalt nivel tehnico-științific.
În cazul lucrărilor inginerești realizate și aplicate, pentru fiecare propunere trebuie prezentat un dosar care va cuprinde:
- nota de prezentare din partea instituției realizatoare, în care se vor preciza obiectivul lucrării, caracterul de noutate, rezultate tehnico-economice;
- documentația tehnică reprezentativă;
- atestarea din partea societăților beneficiare privind punerea în funcțiune, respectiv lansarea în producție de serie în anul precedent, precum și rezultatele tehnico-economice obținute.

În cazul cărților sunt necesare:
- un exemplar al cărții;
- aprecieri din partea a trei instituții sau personalități inginerești din domeniu privind originalitatea și valoarea tehnico-științifică.

Nu se acceptă manuale, cursuri - indiferent de nivelul lor, monografii și lucrări care nu au un grad tehnico-științific ridicat și caracter de originalitate.

## Activități ale asociației

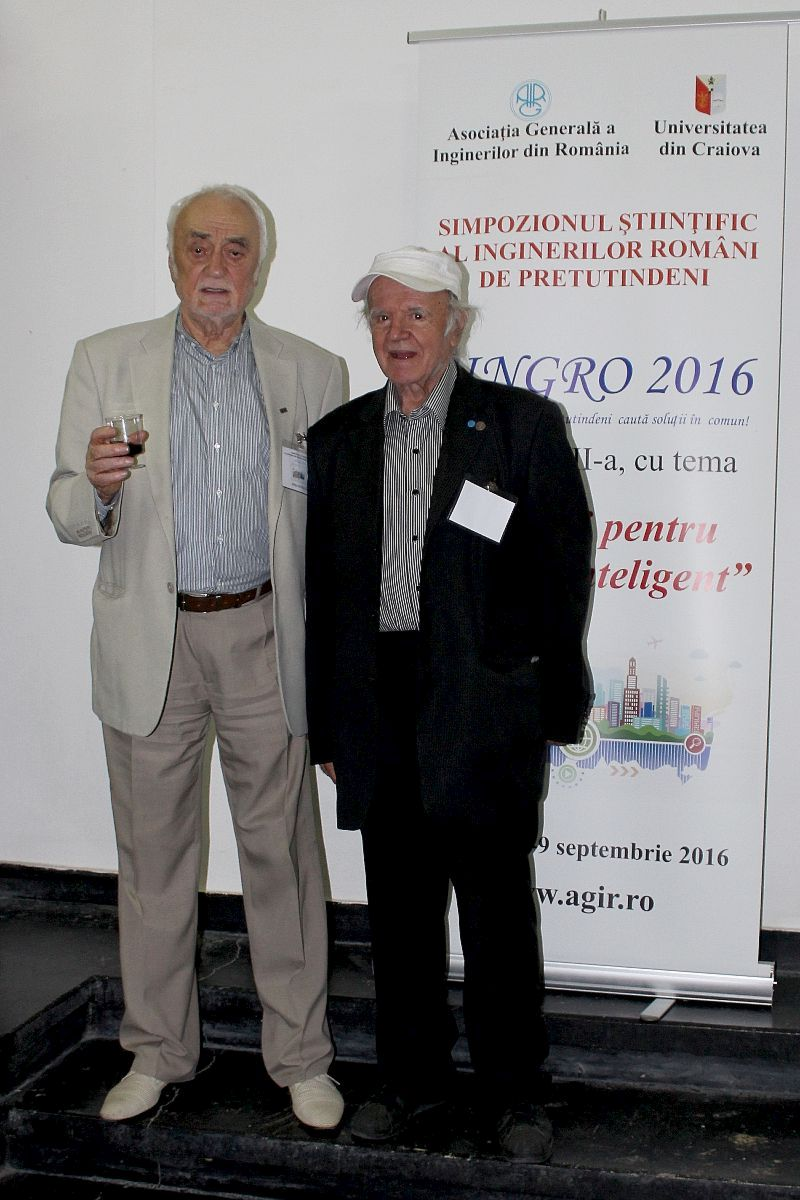
Mihai Mihăiță, președinte al AGIR, președinte al ASTR și Tiberiu Dimitrie Babeu, președinte al Sucursalei AGIR Timiș, membru fondator al ASTR, la SINGRO 2016

### Organizări de simpozioane
În 8–9 septembrie 2016 la Craiova a avut loc cea de a XII-a ediție a Simpozionul Științific al Inginerilor Români de Pretutindeni(SINGRO), cu tema „Soluții pentru un oraș inteligent” , fiind organizată în colaborare cu Universitatea din Craiova. La simpozion au participat ingineri din România, Republica Moldova, Franța, Elveția și Bulgaria. Au transmis mesaje ingineri români, absolvenți ai Facultății de Electrotehnică din Craiova, stabiliți în SUA, Canada, Germania și Australia..
Simpozionul este o sesiune de comunicări științifice organizată o dată la doi ani, cu scopul de a facilita schimbul de experiență între inginerii români din lume, fără a exclude alte persoane cu preocupări compatibile.
Municipiul Craiova în luna iulie 2019 a fost gazda Forumului Național AGIR consacrat elaborării unui set de propuneri privind valorificarea resurselor din Regiunea Sud-Vest Oltenia. Reuniunea s-a înscris în acțiunile care au ca obiectiv formarea și încurajarea culturii dialogului constructiv, a dialogului între asociațiile profesionale și administrația locală, respectiv consiliile județene. 
În 10.11.2004 la Timișoara, Societatea de Protecție împotriva Focului, Sucursala Timiș AGIR organizează în colaborare cu partenerii acesteia printre care și Facultatea de Construcții Timișoara, unde a avut loc activitatea, Conferința cu participare internațională „Calitatea materialelor, construcțiilor și instalațiilor – cerință esențială de protecție la foc” ocazie cu care apare și volumului cu lucrările conferinței și Ziarul „Ofensiva Protecției la Foc”.
În anul 2023 la sediul central al A.G.I.R. a găzduit dezbaterea  științifică  desfășurată online cu reprezentanții tuturor structurilor  teritoriale - filială și sucursale  consacrată creșterii  vizibilității AGIR în spațiul public.
În 14 septembrie 2023 la sediul central al asociației s-a desfășurat ceremonia decernării Premiilor AGIR pentru lucrări inginerești din anul precedent care s-au remarcat prin valoarea lor științifică și practică.
În anul  2023 Buzăul a fost gazda Forumului Național A.G.I.R. A fost o experiență de neuitat pentru zeci de ingineri din sud-estul țării.
În anul 2024 la Cugir a avut loc Conferința națională multidisciplinare „Profesorul Ion D. Lăzărescu, fondatorul Școlii Românești de Teoria Așchierii”. Reuniunea s-a desfășurat în sistem hibrid, cu participarea membrilor AGIR din județul Alba respectiv a unor profesori și doctoranzi de la Universitatea Tehnică din Cluj-Napoca și Timișoara.

### Congresul AGIR
În data de 18 noiembrie 2022 la București s-a desfășurat, cel de-al XXXI-lea Congres al AGIR și a reunit delegați din întreaga țară, precum și numeroși invitați de la nivel central, ai mediului academic-universitar, ai institutelor de cercetare-dezvoltare-inovare, ai altor segmente ale comunității inginerești ocazie cu care a avut loc și alegeri asociație..

### Buletinul AGIR și Buletinul Societății Politehnica au fost digitizate
Institutul Național al Patrimoniului, în parteneriat cu Asociația Generală a Inginerilor din România – AGIR, a finalizat digitizarea și catalogarea analitică a Buletinului Societății Politehnica din perioada 1881-1946 și a Buletinului AGIR din perioada 1919-1941 publicații de referință pentru istoria tehnicii și ingineriei românești.
În cele două periodice se reflectă preocupările societății românești pentru construirea unei infrastructuri moderne la nivel național, dezbaterile, alegerile, ezitările și în cele din urmă succesele care au creat România modernă. 

## Cultură
În cadrul asociației funcționează și Orchestra Inginerilor ”Petru Ghenghea” care în toamna anului 2021, a împlinit 65 de ani de la primul concert susținut în fața publicului. În ultimele două decenii, orchestra și-a dezvoltat activitatea prin mărirea numărului de spectacole, lărgirea repertoriului abordând, alături de lucrările preclasice și lucrări de mai mare anvergură sonoră, clasice, romantice și moderne, cu sprijinul instrumentiștilor profesioniști ai orchestrei Filarmonicii George Enescu